# Иван Кукуљевић Сакцински
Иван Кукуљевић Сакцински (Вараждин, 29. мај 1816 — дворац Пухаковец у Загорју, 1. август 1889) био је хрватски политичар, историчар, књижевник и председник Матице хрватске.

## Биографија

### Порекло и образовање
Потиче из племићке породице Кукуљевић Сакцински. Отац Антун био је хрватски политичар, заступник у заједничком хрватско-угарском сабору у Пожуну и врховни директор школа у Хрватској.
Школовао се у гимназији у Вараждину и Загребу, код језуита, где је и матурирао 1831. године. Потом уписује Војну академију у Кремсу. Већ током школовања пише прве књижевне радове на немачком језику.

### Војничка каријера
Године 1833. ступио је у војску, а три године касније (1836) постао је официр у Бечу. Од 1837. године, када је упознао Људевита Гаја, постаје одушевљени присталица илиризма. Године 1840. премештен је у Милано. Само годину дана касније напушта војску, враћа се у Хрватску, и укључује се у политички живот борећи се против мађаризације и цензуре.

### Политичар
Као један од вођа илирског покрета одржао је први говор на хрватском језику у Хрватском сабору 1843. године. Током Револуције 1848-49. био је један од чланова владе тријумвирата, архивар, одборник земаљске одбране и предстојник одељења за просвету у Банском већу. Залагао се за сарадњу Јужних Словена, али и Словена уопште у Хабзбуршкој монархији. На његов предлог 1848. организован је Свесловенски конгрес у Прагу. Његови саборски говори штампани су још пре револуције у Београду, у илегалном илирском листу Бранислав. У мају 1848. бан Јосип Јелачић послао га је, заједно са Стеваном Хркаловићем, у мисију код патријарха Јосифа Рајачића у Сремске Карловце, где је био изасланик при Главном одбору, и код Илије Гарашанина у Београд, да би преговарао о стварању српско-хрватске политичке заједнице и о војној сарадњи у случају мађарског напада.
За време Баховог апсолутизма (1851—1860) повукао се из јавног живота и посветио науци и књижевности. По укидању режима постао је загребачки велики жупан (1861). Приближио је политичке ставове Бечу, одвојио се од Народне странке и са Иваном Мажуранићем основао Самосталну народну странку (1863). Именован је 1865. за банског намесника. Након аустро-угарске нагодбе 1867. смењен је са свих функција.

## Књижевни рад
Најпознатије дело Кукуљевића Сакцинског је Јуран и Софија или Турци код Сиска, јуначка игра у трих чиних (1839), прва хрватска драма илирског раздобља, посвећена победи хришћанске војске над Турцима код Сиска 1593. године. Написао је и трагедију Марула (1879) и збирке песама Славјанке (1848) и Повијесне пјесме (1874).

## Научни рад
Основао је Друштво за југославенску повјестницу и старине (1850) и часопис Аркив за повјестницу југославенску (излазио 1851-75. у 12 свесака). Био је начелник и оснивач Хрватског археолошког друштва. Прикупио је и издао бројне изворе за хрватску историју, написао је биографски лексикон са 800 биографија уметника, а сматра се и пиониром хрватске научне библиографије.
Био је један од потписника Бечког књижевног договора 1850. о заједничком књижевном језику Срба и Хрвата.

## Академик
Био је потпредседник Матице илирске (1851—1859) и председник Матице хрватске (1874—1889). Почасни члан Југославенске академије знаности и умјетности био је од 1886. године. Кореспондентни члан Друштва српске словесности био је од 1858, а дописни члан Српског ученог друштва од 1864. године.

## Смрт
Преминуо је 1. августа 1889. године у дворцу Пухаковец крај Светог Крижа Зачретја у Хрватском Загорју. Сахрањен је у илирској аркади на загребачком гробљу Мирогој.

## Заоставштина
По Ивану Кукуљевићу Сакцинском је названа највиша награда за постигнућа у библиотекарској струци, Кукуљевићева повеља, коју од 1968. додјељује Хрватско књижничарско друштво.

## Мишљење српских савременика
Патријарх Јосиф Рајачић га је оптужио, након једне изјаве дате на сабору 1861, да поистовећивањем Срба и Хрвата жели да негира права и идентитет Срба у Хрватској, и да је циљ његовог политичког деловања асимилација. Сличног мишљења касније је био и Димитрије Руварац.